# Bromoetano
Bromoetano, também conhecido como brometo de etila é um composto químico do grupo dos haloalcanos. É abreviado pelos químicos como EtBr. Este composto volátil tem odor similar aos éteres.

## Síntese
A preparação de EtBr estabelece-se como um modelo para a síntese de brometos de alquila em geral. É usualmente preparado pela adição de HBr a etileno:
H2C=CH2  +  HBr  →  H3C-CH2Br
Brometo de etila é barato e raramente é preparado em laboratório. Sínteses laboratoriais convenientes incluem a ação de tribrometo de fósforo ou brometo de tionila sobre etanol. EtBr forma-se quando etanol é tratado com HBr (gás) ou ácido bromídrico (sua solução aquosa), embora esta reação também forme éter dietílico.

## Usos
Em síntese orgânica, EtBr é o equivalente sintético do carbocátion etil (Et+) "synthon". Na realidade, tal cátion não é realmente formado. Por exemplo, sais carboxilatos são convertidos a ésteres de etila, carbânions a derivados etilados, tiouréia em sais de etilisotiourônio, a aminas em etilaminas.
Sendo um líquido a temperatura ambiente mas também muito volátil, EtBr é um reagente barto para a preparação de reagentes de Grignard, os quais tradicionalmente são usados como bases fortes. Visto que EtMgBr deprotona alcinos:
EtBr  + Mg  →  EtMgBr
RC≡CH  +  EtMgBr  →  RC≡CMgBr  +  EtH
Esta aplicação tem sido suplantada pela grande disponibilidade de reagentes organolítios.

## Segurança
Halocarbonetos em geral são agentes alquilantes potencialmente perigosos. Brometos são agentes alquilantes superiores aos cloretos, assim exposição a EtBr deve ser minimizada. EtBr é classificado pelo estado da Califórnia como carcinogênico e uma toxina reprodutiva.